# Café-théâtre les 3 T
Le café-théâtre Les 3 T est une salle de spectacle de Toulouse (Haute-Garonne).

## Historique
Le café-théâtre les  3 T, créé en 1988 et ouvert au public la même année, est conçu sur le modèle du café de la Gare de Paris. Les 3T ont été fondés par Gérard Pinter sur un site propice à la création d'un lieu de spectacle. Les 3 T est un organisme privé.
Le succès rencontré par ce petit théâtre a poussé ses gérants à ouvrir en 2009 une seconde salle juste à côté de la première : Le 3T d'à côté. Les 3 T ont été associés au Printemps des Courges, festival d’humour, auquel a succédé Le Printemps du Rire.
Les 3 T sont aujourd’hui un lieu incontournable du théâtre de divertissement à Toulouse.

## Salle
Le café-théâtre les 3 T comporte 3 salles. La plus grande salle possède 250 places. Il y a deux autres salles de 135 places.

## Programme
Le répertoire des 3T est celui du café-théâtre : des comédies, du burlesque, du one-man-show, spectacles renouvelés mensuellement et ont plusieurs représentations chaque jour. La plupart des pièces représentées sont des succès à Paris. Les droits sont rachetés et les spectacles montés avec la troupe des 3 T.

## Troupe
La troupe est composée d'une cinquantaine de comédiens permanents.